# Arachnopusioidea
Arachnopusioidea zijn een superfamilie van mosdiertjes (Bryozoa) uit de orde van de Cheilostomatida. De wetenschappelijke naam ervan werd in 1888 voor het eerst geldig gepubliceerd door Jullien.

## Families
- Arachnopusiidae Jullien, 1888
- Exechonellidae Harmer, 1957